# Life Will Kill You
Life Will Kill You – siódmy studyjny album rap metalowego zespołu Clawfinger wydany w 2007 roku.

## Lista utworów
1. „The Price We Pay” – 3:34
2. „Life Will Kill You” – 3:34
3. „Prisoners” – 3:52
4. „Final Stand” – 4:39
5. „None the Wiser” – 4:38
6. „Little Baby” – 3:46
7. „The Cure & The Poison” – 5:53
8. „Where Can We Go From Here?” – 4:05
9. „It’s Your Life” – 3:28
10. „Falling” – 3:39
11. „Carnivore” – 3:13
12. „Dying to Know” – 3:33 (utwór dodatkowy)
13. „Picture Perfect Skies” – 3:35 (utwór dodatkowy)